# Göran Stangertz
Göran Nils Robert Stangertz (ur. 19 lipca 1944 w Flen, zm. 27 października 2012 w Helsingborgu) – szwedzki aktor, reżyser filmowy oraz kierownik artystyczny w Helsingborgsteatern. Dwukrotny zdobywca najbardziej prestiżowej szwedzkiej nagrody filmowej Guldbagge w kategorii pierwszoplanowa rola męska za występy w Ostatniej przygodzie (szw. Det sista äventyret) i Ratuj się, kto może (szw. Spring för livet).